# 5-я улица Ямского Поля
5-я у́лица Ямско́го По́ля (до XIX века — Морко́вкин прое́зд Ямско́го по́ля) — улица, расположенная в Северном административном округе города Москвы на территории района Беговой.

## История
Улица является одним из проездов, возникших при застройке поля, некогда принадлежавшего Тверской ямской слободе, и первоначально называлась Морко́вкин прое́зд Ямско́го по́ля (название, по видимому, произошло от антропонима). В XIX веке улица получила современное название, наряду с остальными проездами, которые были названы улицами Ямского Поля с номерными обозначениями.

## Расположение
5-я улица Ямского Поля проходит от 1-й улицы Ямского Поля на северо-запад, пересекает улицу Правды и проходит до улицы Расковой. На улице организовано одностороннее движение в направлении 1-й улицы Ямского Поля. Нумерация домов начинается от 1-й улицы Ямского Поля.

## Примечательные здания и сооружения
По нечётной стороне:
- д. 19-21 — центральный корпус Всероссийской государственной телерадиовещательной компании (ВГТРК) «на Ямском поле»

По чётной стороне:
- д. 24 — постройки издательства «Пресса» (бывшее издательство «Правда») и боковой фасад редакционно-издательского корпуса, памятник конструктивизма 1920-х годов
- д. 24 — Государственное училище циркового и эстрадного искусства имени М. Н. Румянцева (Карандаша)

## Транспорт

### Автобус
- 82: от улицы Расковой до 1-й улицы Ямского Поля
- 382: от улицы Расковой до улицы Правды

### Метро
- Станции метро «Белорусская» Замоскворецкой линии и «Белорусская» Кольцевой линии (соединены переходом) — южнее улицы, на площади Белорусского Вокзала
- Станции метро «Савёловская» Серпуховско-Тимирязевской линии и «Савёловская» Большой кольцевой линии (соединены переходом) — северо-восточнее улицы, на площади Савёловского Вокзала

### Железнодорожный транспорт
- Белорусский вокзал — южнее улицы, на площади Белорусского Вокзала
- Савёловский вокзал — северо-восточнее улицы, на площади Савёловского Вокзала
- Платформа «Савёловская» Алексеевской соединительной линии — северо-восточнее улицы, на площади Савёловского Вокзала